# Creació audiovisual (educació)
La creació audiovisual en l'àmbit educatiu ha esdevingut una activitat i una eina essencial del procés d'ensenyament i aprenentatge. Després que les tecnologies de la informació i la comunicació (TIC) van arribar a tots els àmbits laborals i de la vida quotidiana, l'aprenentatge va requerir una nova alfabetització. A més, la forma com s'aprèn va evolucionar i es va transformar radicalment en poques dècades, la qual cosa va portar a repensar els processos d'ensenyament així com els elements que els componen. L'ensenyament i l'aprenentatge s'enfronta contínuament a noves formes de pensament, de processament de la informació, didàctiques d'aprenentatge, etc. i és aquí on cobra importància la realització de continguts multimèdia com a suport als processos educatius.

## Conceptes
El vocable mitjans de comunicació és un terme que es refereix una àmplia varietat de situacions, però en pedagogia autors com Castillejo Brull (1983), ho defineix com a "…un conjunt de modalitats d'intervenció intencional que tracten de configurar a l'home d'acord amb un ideal educatiu...".
Afirma l'autor que en aquest concepte quedaria inclòs el currículum, els elements del currículum, el disseny instruccional, l'acció de l'après, les maneres d'aprendre i el clima socioescolar.
En comparar aquesta proposta conceptual amb la definició de Gimeno (1981), s'observa una orientació dirigida cap a didàctica. Diu Gimeno: "...tot allò que serveix per aconseguir algun objectiu...".
S'observa llavors que, en l'àmbit de l'educació, el concepte de mitjans s'apropa més cap al concepte dels recursos didàctics.
Des d'una perspectiva històrica i definida en el context de la intervenció didàctica, els mitjans poden ser estudiats d'acord amb les seves diferents generacions: 
- Els ritus, els gestos i la viva veu, propis de la tradició oral, basats per tant en la comunicació presencial, tant del receptor com de l'emissor
- Els materials manuscrits: taules, notes, etc. més propers als productes culturals d'Orient proper, casos d'Egipte, Grècia, Roma i Occident fins a l'Edat Mitjana
- El llibre: primer manuscrit, però molt especialment a partir de la invenció de la impremta el que marca una fita de revolució en relació amb les possibilitats de la comunicació.
- Artefactes, premsa, ginys i reproduccions fruit de les possibilitats que ofereix la revolució tecnològica del segle xix.
- Els materials audiovisuals que sorgeixen com a conseqüència dels films fotogràfics i del cinema, del disc i de la ràdio en els inicis d'aquest segle.

Les diferents generacions dels mitjans, posen de manifest la seva funció primària, servir de pont entre un emissor i un receptor per portar un missatge. Aquest pont, es coneix com la funció mediadora dels mitjans.
Segons el Diccionario de Educación para el Desarrollo de Celorio i López (2002), els mitjans de comunicació, de manera genèrica, compleixen com a objectiu el desenvolupament de metes comercials i de promoció d'ideologies enfocades al seu segment de consum.
Però pel que fa a educació, els mitjans ajuden a la formació i enfortiment de valors, actituds i principis relacionats amb la justícia social i l'equitat.
Malgrat tenir objectius tan dissímils, els dos comparteixen una àrea en comú, influir sobre les persones. L'anterior comporta a una reflexió important, la capacitat d'influència dels mitjans. En paraules dels autors: "...els mitjans eduquen encara que no vulguis...". En un enfocament ideal de les circumstàncies, els mitjans dedicats a educació, aportarien dues posicions. La primera d'ells estaria orientada a la conceptualització de continguts (realització d'objectes d'aprenentatge) i la segona seria la sensibilització social cap a l'entorn.
Para, Ferrández, Sarramona i Tarín (1.987); Blázquez (1.984); de Vicente Rodríguez (1.986), etc., utilitzen en sentit genèric "material didàctic" o "mitjans" incloent en ells tant els elements que defineixen el context físic com el de recursos amb els quals es recolza l'acte didàctic, donant així com classificació més usual la que pogués respondre al següent esquema:
- Infraestructura i instal·lacions: edifici, espais, mobiliari, etc.
- Material imprès: llibres, textos, fitxes, quaderns, etc.

Taulers didàctics.
- Material audiovisual: imatge (fotografia, diapositiva, cinema, televisió i video),

so (magnetòfon, discos, etc.)
- Ensenyament programat (E.P.): principis de la E.P., programes i la seva tipologia, efectes de la I.P. i la seva valoració.
- Màquines d'ensenyar, textos programats i programes en general.
- L'ordinador en les seves diverses modalitats: suport d'informació, contingut d'ensenyament, auxiliar d'instrucció, auxiliar no instrucció, etc.

Fernández Horta (1.979, V:8-9) entre les expressions "mitjans de comunicació didàctica" i "recursos didàctics" -diu- preferir utilitzar aquesta última. La raó la justifica que és un terme més ampli i acollidor, si bé té l'inconvenient que ha de ser emprat en un sentit figurat, a més de ser utilitzat en un moment en què els mitjans, tal com els entenem avui, no es veia que anessin a tenir tanta transcendència.
Com a primera conclusió, els mitjans de comunicació, aplicats a educació són entesos per molts autors com a recursos didàctics que tenen com a objectiu una acció pedagògica. En un sentit més ampli, els mitjans de comunicació podrien buscar altres finalitats més enllà de l'entorn on es desenvolupin, és a dir, buscar la sensibilització social entorn d'un tema o a un fet.

## Taxonomia dels mitjans audiovisuals
La Taxonomia dels Mitjans Audiovisuals proposa tres eixos taxonòmics, del conjunt de mitjans audiovisuals i dels recursos didàctics.
- Primer eix: criteris de relació docent - mitjans:

1. Mitjans de masses 
2. Mitjans de grups
- Segon eix: Criteri d'equipament:

1. Matèria d'equip (maquinari) 
2. Material de pas (programari)
- Tercer eix: criteri sensorialista:

1. Auditius 
2. Visuals 
3. Amb moviment o sense

## Mitjans auditius i visuals amb moviment: L'animació
Per revisar el concepte comunament socialitzat, vegeu Animació

Animació de la Pangea

L'animació del llatí "anima" que significa "ànima" i el verb "animar" el significat del qual és "donar vida" o moviment a un objecte inanimat van ser conceptes principalment associats al cinema amb la creació de dibuixos animats, des de temps remots encara sense adoptar-se pròpiament el terme ja es feia evident la necessitat de donar moviment a determinats elements, avui dia amb l'auge de les Tecnologies de la Informació i la Comunicació (TIC) s'involucra a l'animació com un recurs multimèdia a l'educació per a l'optimització de processos d'ensenyament i aprenentatge:
"Des de l'inici de la consciència artística de l'home, aquest ha volgut crear el moviment, donar vida a l'inanimat. Primer es va valer del dibuix i la pintura, amb personatges ingràvids, deixants que simulaven la seva travessia per l'espai. Després, amb el Renaixement, van començar a sorgir joguines òptiques que amb simples mecanismes barrejaven dues imatges, un abans i un després en el temps. I aquestes dues imatges, es van convertir en 8, en 12, en 20" fins que al segle xix va aparèixer un nou art destinat a suplantar a les tradicionals, un art que permetrà crear vida davant de l'espectador" (Pertíñez, 2014).

### Antecedents

#### Ressenya històrica
Existeixen alguns pioners en el camp de l'animació, els qui van aconseguir oferir al públic de cada època una innovació en l'art que temps després seria explorada especialment al cinema i que perduraria fins a aquests temps, projectant-se al segle XXI en diversitat de sectors: comercial, educatiu, cinematogràfic.
Un dels principals precursors de l'animació va ser Emile Cohl, qui en 1908 projecta el curt a blanc i negre denominat "Fantasmagorías":
"... un curt d'animació directa sobre càmera, amb un guix i una pissarra. El procediment era senzill, es va dibuixant pas a pas, al mateix temps que es fotografia cada lleugera modificació del dibuix original. Projectat a la velocitat adequada, el dibuix neix davant nosaltres, cobra vida i desapareix..." (Pertíñez, 2014).
Anys més tard en Alemanya, en 1923, es projecta el curt Lichtspiel, Opus nº1 (la primera d'una sèrie de tres pel·lícules), de l'artista Walter Ruttmann, la tècnica era la mateixa emprada temps enrere per Emile Cohl: pintura en moviment, no obstant això Ruttmann empra figures geomètriques i algunes capes de cristall augmentant la sensació de profunditat en el públic espectador, agregant a més música com a acompanyant a cada moviment.
Sent espectador de l'obra de Ruttmann, Oskar Fischinger aplicant la tecnologia busca perfeccionar l'art de sincronitzar la música amb el moviment, passant així d'una animació experimental a una recolzada en la tecnologia. Fischinger treballa per a grans empreses com Paramount, MGM i Disney, sent alguns de les seves aportacions més importants: construccions geomètriques en cera aconseguint figures més realistes, la creació d'una guillotina per tallar làmines d'un bloc de cera de diferents colors que en ser projectades donaven a l'espectador una mostra àmplia de color, l'animació de fluids, animació en directe, creació de la tècnica de geometrización d'imatges en tires de paper, a més del desenvolupament de grans obres en les quals destaquen el color, el moviment i la musicalización com és el cas de: Kreise/Circles, Muratti Marches On, Composition in Blue, Poema Òptic i Motion Painting.
Per la seva banda Norman McLaren va inventar en una nova faceta de l'animació, la tècnica de pintura sobre cel·luloide, incloent objectes, agregant negres, aquarel·les i després rayando...
"El treball de McLaren està unit al de la National Film Board del Canadà, centre pel qual va començar a treballar durant la Segona Guerra Mundial precisament pels seus descobriments en animació experimental. Amb la tècnica de McLaren es podien fer pel·lícules amb molt baix cost i molt ràpides. Amb Love on the Wing 1938, McLaren va fer una demostració de les seves pròpies tècniques d'animació. Emprant fons inspirats en els paisatges de Dalí desenvolupa una àgil i còmica transformació de línies blanques, un grafisme especialment solt que recorda a les primeres animacions com Fantasmagorias" (Pertíñez, 2014).
En la dècada dels 60 amb l'aplicació de la tecnologia es creen les primeres animacions per ordinador, aquí trobem alguns exponents com: Stan Vanderbeek, Lillian Schwartz, Larry Cuba, i Ed Emshwiller, el primer creador d'un 3D per ordinador en 1979.
L'animació ha evolucionat gràcies a l'experimentació de ments brillants, i des de fa algunes dècades a l'aplicació de la tecnologia per al millorament dels processos, tècniques i maquinària que possibiliten cada vegada més una animació de major qualitat, és així com en la dècada dels 80 es torna imprescindible l'ús de la computadora per a aquesta creació artística:

"Les productores d'animació comencen un camí de no tornada, substituint als dibuixants de les diferents fases d'aquesta producció en cadena pel procés mecànic. Primer van ser els coloreadores (ja no fan mancada pinzells ni acrílics, prou un clic), després els intercaladores (l'ordinador crea el moviment intermedi entre fotogrames claus) i amb els primers programari de 3D la creació de personatges es va limitar a la construcció digital del personatge, amb la seva armadura corresponent. En 1995 apareix Toy Story, la primera pel·lícula d'animació enterament digital, creadora d'una estètica que segueix triomfant a les sales comercials i amb ella va començar la recerca d'allò més real possible, personatges que semblin reals, que es moguin com a reals. I fa alguns anys que ja arribem a això i ja ni tan sols fa falta dibuixar perquè amb capturadoras de moviment el personatge real es converteix en animat amb un sol clic" (Pertíñez, 2014).
L'animació, s'ha vist empleada principalment en el cinema i la televisió, no obstant això encara queden molts camps per explorar essencialment amb l'ús i integració de les TIC a l'educació, on l'animació com a recurs multimèdia passa de "tenir vida" a "donar vida" en els processos educatius.

#### Conceptualització
L'animació com a recurs multimèdia educatiu sorgeix com a concepte i element aplicat en l'ensenyament i aprenentatge, sent una entrada innovadora per potencializar processos d'ensenyament i aprenentatge, gràcies al seu component didàctic i interactiu, s'han conegut les seves potencialitats no solament al cinema i la televisió, sinó a més en el camp educatiu, sent ara objecte d'estudi i interès en honor de buscar la seva aplicabilitat i beneficis l'educació, tal és el cas de l'estudi "Animation as an Aid to Multimèdia Learning Arxivat 2016-06-13 a Wayback Machine." publicat per la "Educational Review Psychology" que busca indagar sobre les contribucions de l'animació en l'enteniment per part de l'aprenent de determinats temes que poden presentar-se al principi com a complexos, en algunes àrees d'estudi com les matemàtiques i les ciències.
L'animació com a recurs multimèdia, es compon en la majoria de casos per so, imatges i moviment, trobant-se dins de la categoria de recursos audiovisuals, amb una narrativa informal permet presentar a l'aprenent de manera representativa, lúdica i dinàmica determinats processos, conceptes i procediments que són de major comprensió a través de la representació gràfica amb l'associació d'elements i la seva relació directa amb la imatge presentada.

### Característiques

#### Tècniques d'animació
Article principal: Tècniques d'animació

### Eines per a la creació d'animacions

#### Eines especialitzades
L'animació com a art ha evolucionat en camps com el cinema i la televisió, d'igual forma ho ha fet en l'àmbit educatiu vesteixi com un recurs multimèdia que facilita tant l'ensenyament com l'aprenentatge, permetent d'una part en el professor o tutor presentar els continguts temàtics amb narratives audiovisuals, més dinàmiques i emprant un llenguatge multimedial; d'una altra part l'estudiant o aprenent tindrà en aquest recurs la presentació de continguts més concrets, cridaners i gràfics que li permetran associar els temes i conceptes.
L'animació que comunament coneixem des d'un enfocament comercial, es desenvolupa amb determinades tècniques, per a això és necessari posseir coneixements especialitzats, els qui desenvolupen aquest art han estat nomenats animadors. Amb ajuda de la tecnologia han anat sorgint programes especialitzats que optimitzen la producció de les animacions amb millors resultats, és així com es coneixen alguns Programari especialitzats per a la construcció d'animacions, entre els quals trobem: Flash Player i Edge Animate de la signatura Adobe, Microsoft GIF Animator, 3D Crafter, 3D Studio Max, Blender, algunes d'aquestes eines permeten desenvolupar animacions senzilles, altres modelat en 3D i existeix el cas d'Edge Animate amb la tecnologia més avançada per al desenvolupament d'animacions en HTML5.

#### Eines de programari lliure i fàcil ús
L'auge de les Tecnologies de la Informació i la Comunicació (TIC) ha portat amb si múltiples eines per a la creació de continguts audiovisuals i multimèdia, dins d'aquesta categoria es troben les animacions i un sens fi de programaris disponibles a la web per al desenvolupament d'aquest tipus de recursos.
És tasca de la comunitat acadèmica fer ús de les eines digitals i les TIC, per facilitar les experiències d'aprenentatge d'estudiants, fomentant la investigació, indagació, creativitat i innovació al moment de crear continguts, aquesta és una labor que està a l'abast d'aquells que desitgin dissenyar i construir continguts multimediales; solament n'hi ha prou amb tenir habilitats bàsiques en el maneig d'Internet, tots els altres coneixements requerits l'usuari els trobarà en videotutoriales, en pàgines d'ajuda de cada programari, en fòrums i blogs d'usuaris que comparteixen les seves experiències i brinden assessoria, la resta estarà a càrrec de l'exploració i familiarització que cada usuari estableixi amb el programa per aprendre a construir l'animació.
Entre els programaris més coneguts de fàcil ús i gratuïts trobem:

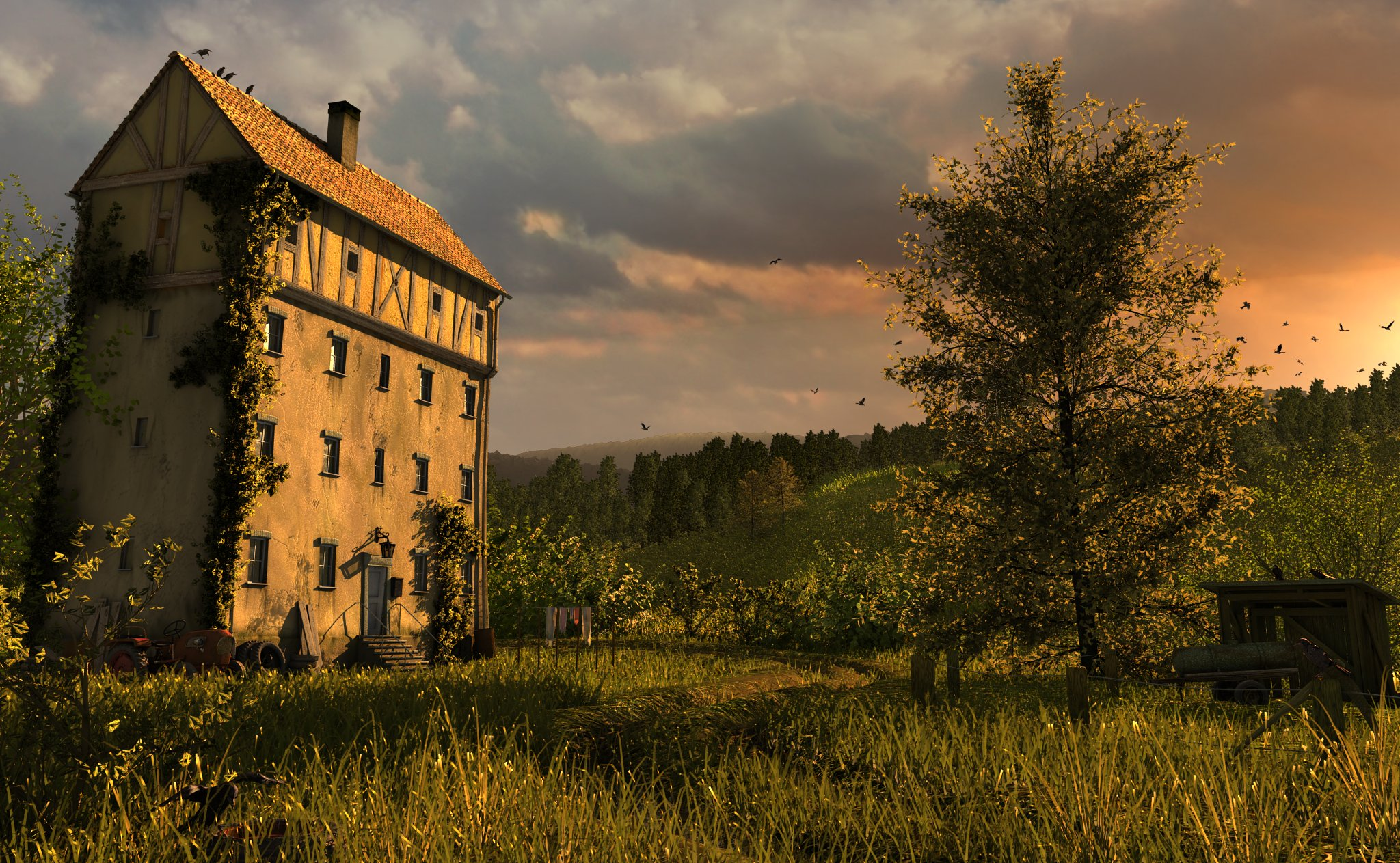
Escenari 3D creat en Blender

Blender: és un sistema multiplataforma per a animació 3D, posseeix varietat d'eines per crear elements, aplicar color, textures, il·luminació, modelat en escenes amb un desenvolupament gràfic complex. Blender ofereix a més la possibilitat de crear videojocs en 3D, amb la seva modalitat Game Blender.
Storyjumper: és una aplicació web que permet crear llibres animats de manera fàcil i ràpida, enfocada especialment al públic infantil. Storyjumper ofereix varietat d'escenaris, objectes, personatges, imatges per construir un conte, si l'usuari desitja personalitzar encara més la seva història podrà carregar les seves pròpies imatges i agregar els textos necessaris. Només n'hi ha prou amb registrar un compte d'usuari en el lloc per començar a crear llibres animats.
Animatron: és una aplicació web que permet crear contingut animat i interactiu, brindant a més la possibilitat de treballar en temps real amb altres companys sobre el producte en desenvolupament, un valor agregat és el llenguatge en el qual es construeixen les animacions: HTML5. A la pàgina web existeix un curs per als usuaris interessats a aprendre a usar aquesta aplicació per a les seves creacions artístiques.
Dvolver moviemaker: permet crear animacions curtes, oferint plantilles d'escenaris, posseeix un banc de personatges, sons i l'usuari pot agregar els textos que desitgi per fer que interactuin els personatges, la producció final porta un títol i els crèdits de qui la va realitzar.
Xtranormal: aplicació en línia que permet crear de forma molt senzilla pel·lícules d'animació en 3D seguint 4 passos. Se seleccionen els actors, s'escriu o copia el text del guió, s'afegeix l'escenari, sons, angles de càmera, expressions i moviments als personatges, etc. i el resultat es pot compartir en mitjans socials o pujar a Youtube.

#### Eines de programari de pagament
Dins de les eines per crear animacions, trobem algunes molt útils i avançades que permeten accedir a una versió de prova per crear els continguts multimèdia, no obstant això per ser versió de prova algunes de les seves funcionalitats estan limitades, per accedir íntegrament a aquestes l'usuari ha de pagar un valor determinat segons el producte o paquet que ofereix cada empresa. De qualsevol manera és important conèixer-les i explorar-les doncs encara amb els seus limitants permeten crear productes de molt bona qualitat per compartir i usar en els processos d'ensenyament i aprenentatge, fomentant la creativitat, innovació i l'ús d'eines digitals a l'educació.
Toonboom: ofereix tres programari diferents per satisfer els requeriments d'afeccionats i professionals per a la creació d'animacions, aquests són: Harmony, Animar, Toon Boom Studio cadascun ofereix eines de diversa complexitat per animar personatges en diversos escenaris.

Goanimate potencializa la creació d'animacions interactives

Goanimate: ofereix múltiples possibilitats per crear animacions dinàmiques, posseeix un banc d'escenaris, personatges, gestos, veus robotitzades en diferents idiomes (l'usuari pot pujar arxius de veu humana), sons, pistes, entrepans de text, entre d'altres. Les animacions produïdes poden ser compartides i fins i tot incrustades en altres llocs, la versió de prova permet crear animacions màxim de 30 segons.
Crazytalk: pertany a la signatura Reallusion que compta amb diversos productes per a la creació d'animacions en 2D i 3D, entre els quals es troba Crazytalk Animator que permet l'edició lliure de moviments, personatges, objectes, escenaris amb un toc realista.

#### Aplicacions mòbils per crear animacions
A causa dels desenvolupaments continus de la tecnologia, en el dia a dia sorgeixen noves aplicacions mòbils amb diferents usos, en aquest cas es ressalten algunes que contribueixen no només a l'oci i entreteniment sinó en aprendre i ensenyar de manera divertida mitjançant la creació d'animacions curtes i senzilles, incentivant la creació i inventiva de nens i adults, en aquesta categoria trobem algunes com: 
- Animation Desk
- FlipBook HD
- Animation Studio
- Toontastic
- Animation Creator HD[8]

cal ressaltar que aquestes aplicacions són de la signatura Apple per tant estan disponibles únicament per a dispositius Iphone.
Entre les apps per a creació d'animacions, disponibles per a tota mena de dispositiu android es troben: 
- Cartoonist[Enllaç no actiu]
- StickDraw[Enllaç no actiu]
- Flipaclip[Enllaç no actiu]
- Píxel Studio[Enllaç no actiu]

### L'animació com a recurs multimèdia a l'educació

#### Ús didàctic de l'animació multimèdia a l'educació
A causa del sorgiment d'Internet i amb si de múltiples eines educatives, es produeix la transició del tauler i el guix al computador i els recursos multimèdia. És important que la comunitat educativa incorpori l'ús de les TIC en els seus processos de formació, buscant millorar les pràctiques educatives, creant experiències pertinents i contextualitzades, innovant en les metodologies, produint recursos d'aprenentatge oberts i multimedials emprant eines digitals amb la finalitat d'optimitzar els processos educatius:
"Amb el desenvolupament ràpid de les noves tecnologies i sobretot l'aparició de les tecnologies multimèdia, l'ús de múltiples modalitats en processos d'educació i aprenentatge amb la finalitat d'aconseguir millors resultats en l'alumne s'ha convertit en una constant a través de recursos combinats com a vídeo, àudio, gràfics i simulacions, entre d'altres. Les investigacions dutes a terme per Mayer (2007) i Low i Sweller (2005) defensen que la comprensió dels alumnes pot ampliar-se afegint representacions no verbals a les explicacions verbals, suggerint que els entorns d'aprenentatge han de, sempre que sigui possible, combinar representacions verbals i no verbals usant presentacions barrejades amb modalitats auditives, visuals i tàctils, és a dir, objectes multimodals" (Singo, 2014).
Es destaca llavors, la importància de crear recursos multimedials, com és el cas de l'animació, tenint en compte que aporten en el procés d'aprenentatge de l'estudiant, tal com s'evidencia en l'estudi "Animation as an Aid to Multimèdia Learning Arxivat 2016-06-13 a Wayback Machine." aquest recurs multimèdia permet memoritzar, atendre, emmagatzemar i recuperar informació adquirida gràcies a la combinació d'àudio, text, imatge, vídeo creant un llenguatge hipermèdia que supera significativament al simple llenguatge verbal empleat a l'educació tradicional.
"La narració entra per l'oïda, per la qual cosa l'alumne selecciona algunes de les paraules per al seu posterior processament al canal verbal, organitza les paraules en una cadena de causa i efecte, i ho integra amb el material visual i els coneixements previs. L'animació entra pels ulls, per la qual cosa l'alumne selecciona algunes de les imatges per al seu posterior processament al canal visual, organitza les imatges en una cadena de causa i efecte, i ho integra amb el material verbal i els coneixements previs. Segons aquesta teoria, el procés cognitiu d'integració és més probable que ocorri quan l'alumne rep representacions pictòriques i verbals en la memòria de treball al mateix temps. Aquestes condicions d'instrucció que promouen aquests processos són més probables perquè resulti un aprenentatge significatiu. Com pot veure, aquesta teoria prediu que les presentacions multimèdia (com l'animació narrada) són més propenses a conduir a un aprenentatge significatiu que les presentacions d'un sol mitjà" (Mayer i Moreno, 2002).

### Casos d'estudi de l'animació aplicada a l'educació
Existeixen casos d'èxit sobre l'ús de l'animació per a l'explicació de temes conjugant el moviment, la imatge i fins i tot en algunes ocasions l'àudio, temes que exposats d'una altra manera semblarien complexos. Alguns d'aquests casos s'han anat popularitzant per la seva contribució a l'aprenentatge de diferents àrees com les matemàtiques, la física, química, entre d'altres.
A continuació veurem alguns dels casos més representatius i uns altres al voltant dels quals s'han construït comunitats d'aprenentatge i pràctica en les quals participen usuaris de diferents perfils, des de nens fins a docents universitaris.
Vi Hart i la Matemúsica recreativa
Un de les animadors més originals en educació és la "mathemusician" Vi Hart, que aprofita la tècnica stop motion per explicar conceptes matemàtics complexos de forma intuïtiva. El seu treball l'ha portat a ser reclutada per la famosa Khan Academy.
Visitar obra: Origami Proof of the Pythagorean Theorem
Territori cuadernia
És una iniciativa de la Conselleria d'Educació i Ciència de Castella - La Manxa que posa a la disposició de la comunitat educativa espais i eines per a la creació i difusió de continguts audiovisuals, comptant amb l'eina Cuadernia i el banc de recursos multimèdia.
Eina Cuadernia: a la seva pàgina web s'exposa que "l'editor de quaderns Cuadernia ens permet crear complets quaderns digitals capaços d'incloure dins de les seves pàgines tot tipus d'objectes multimèdia, inclou imatges, textos, vídeos, animacions flaix, activitats avaluables, escenes de descarts i escenes de realitat augmentada. En aquesta secció incloem l'ajuda, els video-tutorials i algunes utilitats que t'ajudaran a l'hora d'utilitzar Cuadernia".
Banc de recursos multimèdia: "ha estat dissenyat amb el propòsit de facilitar i estimular la creació de materials educatius" en la comunitat educativa, un espai per a la consulta i socialització de recursos a través de bancs d'imatges, sons, vídeos, animacions, fotografies de diferents àrees del saber i nivells educatius.
Veure banc d'animacions en la categoria: Banc d'imatges i so
És important destacar el paper dels repositoris o bancs de Recursos Educatius Oberts (REVA) en la socialització i construcció de coneixement al voltant de continguts multimèdia, entre els quals es troben les animacions, vídeos i infografies, sent aquestes entrades importants d'informació, al voltant dels quals es conformen comunitats d'aprenentatge i pràctica gràcies a l'accés gratuït als continguts.
Veure altres casos d'estudi del Govern espanyol: Repositoris educatius

## Mitjans auditius i visuals sense moviment: Els audiollibres

### Antecedents

#### Ensenyar a llegir

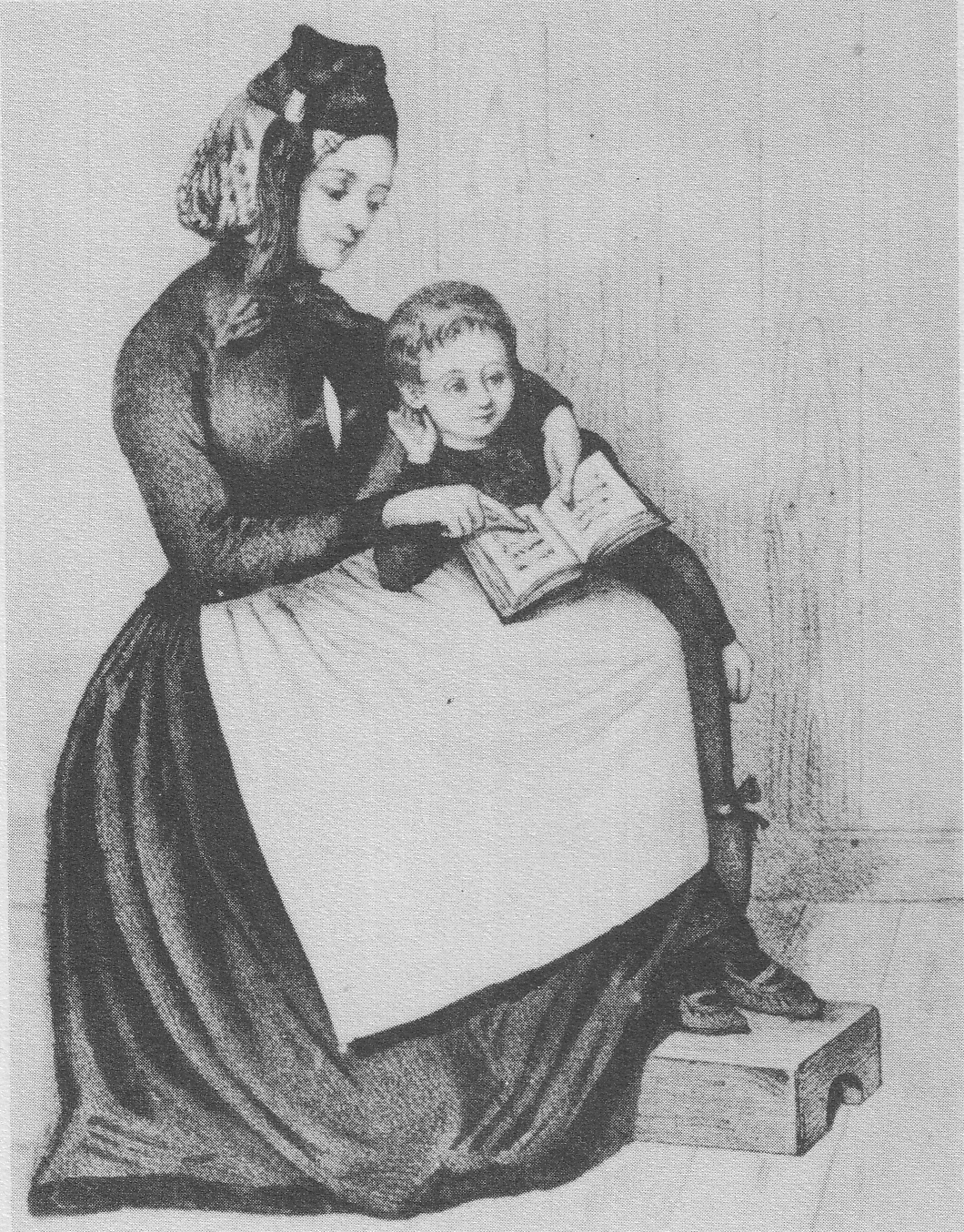
Aprenent a llegir

La lectura és un procés mental complex a través del qual es guanya coneixement, informació, enteniment i les habilitats per qüestionar, investigar, estudiar i capacitar-se. Requereix un esforç cognitiu i de participació activa per part del que llegeix. (Tamir, Biemiller, 1995).En aquesta activitat el rol del lector és fonamental doncs no solament rep informació sinó que ha de processar-la i trobar-li sentit. Encara que la majoria de les vegades, la lectura és una activitat individual, es diu que involucra diversos sentits.
Durant el procés, el rol del lector és fonamental doncs no solament rep informació sinó que ha de processar-la i trobar-li sentit. Encara que la majoria de les vegades, la lectura és una activitat individual, es diu que involucra diverses sentits.
Robert F. Wislock va classificar el procés cognitiu de llegir en tres modalitats perceptives: visual (llegir mirant); auditiu (llegir sentint) i kinético (llegir fent). Encara que molts lectors només perceben de manera bàsicament visual, s'ha establert que utilitzar les altres percepcions enforteixen el desenvolupament mental. (Crews, 2003)
Els professors encarregats de l'ensenyament de la lectura en els primers nivells educatius proveeixen als seus estudiants amb aquestes eines perceptives perquè el procés de llegir sigui una activitat més reconfortant. És aquí on els audiollibres es converteixen en una eina clau per a aquells estudiants amb menys habilitats en comprensió de lectura i fluïdesa verbal. (Li Fevre, Moore, Wilkinson, 2003).

#### Història dels llibres parlats a Nord Amèrica.
1834 Thomas A. Edison descobreix una manera de gravar so en cilindres fets de paper d'alumini. 

1904 Es proporcionen a les biblioteques facilitats per a l'enviament de correu lliure d'estampilla exclusivament per a materials en braille per a persones cegues.

1921 La Fundació Americana per a Cecs (AFB) es funda.

1924 Robert B. Irwin, Director Executiu AFB, escriu a George F. Meyer en la Junta d'Educació, Minneapolis, Minnesota sobre la notícia d'una nova patent fonògraf.

1926 Es patenta el disc fonogràfic millorat per l'inventor Frank L. Dyer per un. 

1932 La Corporació Carnegie i la senyora William H. Moore, un benefactor privat, proporcionen finançament a AFB per a un programa d'investigació de dos anys en l'enregistrament de so. AFB comença a treballar en els enregistraments de so per als cecs en cooperació amb organitzacions incloent RCA Victor. Primers enregistraments de prova inclouen el llibre Midstream per Helen Keller i el poema El corb d'Edgar Allen Poe.

1934 La Biblioteca del Congrés rep el seu primer carregament de llibres parlants d'AFB. Els títols inclouen el llibre dels Salms i de la Declaració de la Independència. Els autors de la Lliga d'Amèrica i l'Associació Nacional d'Editors de Llibres atorguen permís per usar autors obres sense pagament de regalies, sempre que els registres es venen a organitzacions sense ànim de lucre per a l'ús exclusiu dels cecs.

1.939 organitzacions sense ànim de lucre les activitats del qual són principalment de les persones que exerceixen que són cecs, tenen preferència sobre les empreses comercials per a la fabricació de llibres parlants.

1940 AFB decideix fer la seva pròpia fabricació; aproximadament un any més tard, una planta de galvanoplàstia i premsatge està instal·lada en el soterrani de la seu de la Base Aèria.

1948 AFB deixa de fabricar màquines de llibres parlats i continua gravant i fabricar els registres de llibres parlats. Peter Goldmark en Columbia Broadcasting System (CBS) introdueix el de 12 polzades 33 1/3 rpm LP registre per al públic en general.

1950 La investigació es duu a terme per a la fabricació de llibres parlants en la cinta.

1952 La paraula "adult" és retirada per la llei per proporcionar llibres als cecs; com a resultat, els nens amb discapacitat visual són ara elegibles per a llibres parlants i del servei de llibres en braille.

1953 Contracte signat entre la el%20Congrés Biblioteca del Congrés i el nou Departament d'Investigació Tècnica i Desenvolupament de la Base Aèria de continuar la investigació en les màquines i els registres de llibres que parlen.

1959 Biblioteca del Congrés registra llibres en cinta magnètica de rodet obert, així com en els registres.

1962 Llei de Pratt-Smoot esmenada per incloure "una biblioteca de partitures, textos d'instrucció i altres materials especialitzats."

1963 Tots els formats de registre Talking Books produeix en 10 discos "a 16 2/3 rpm.

1966 Llei de Serveis i Construcció Biblioteca proporciona fons per a les agències de la biblioteca estatal per "establir o millorar els serveis per a persones amb discapacitat física, incloses les persones cegues o amb discapacitat visual."El president nord-americà Lyndon B. Johnson signa un projecte de llei que modifica el Pratt-Smoot Llei per ampliar el servei a les persones físicament discapacitades que no poden utilitzar el material imprès convencional. 

1969 El Servei Nacional de Biblioteques per a Cecs i Discapacitats Físics distribueix cintes de casset i reproductor de cinta en tot el sistema de la biblioteca regional.

1972 Estudi d'enregistrament s'obre a la Biblioteca del Congrés.

1978 La Divisió per a Cecs i Discapacitats Físics es canvia el nom del Servei Nacional de Biblioteques per a Cecs i Discapacitats Físics.

1987 Últim lliuro disc rígid que es produeix.

1997 El Servei Nacional de Biblioteques per a Cecs i organitzacions de cecs amb discapacitats físiques i uns altres es reuneixen per discutir un estàndard per als llibres parlats digitals.

2000 AFB comença enregistraments digitals de Servei no solament per a la Biblioteca Nacional per a Cecs i títols amb discapacitats físiques.

2002 S'aprova estàndard per als llibres parlats digitals (DTBS).

2003 AFB comença la producció de tot els seus llibres parlats en format digital per a la Biblioteca del Congrés.

### Característiques i classificacions dels audiollibres

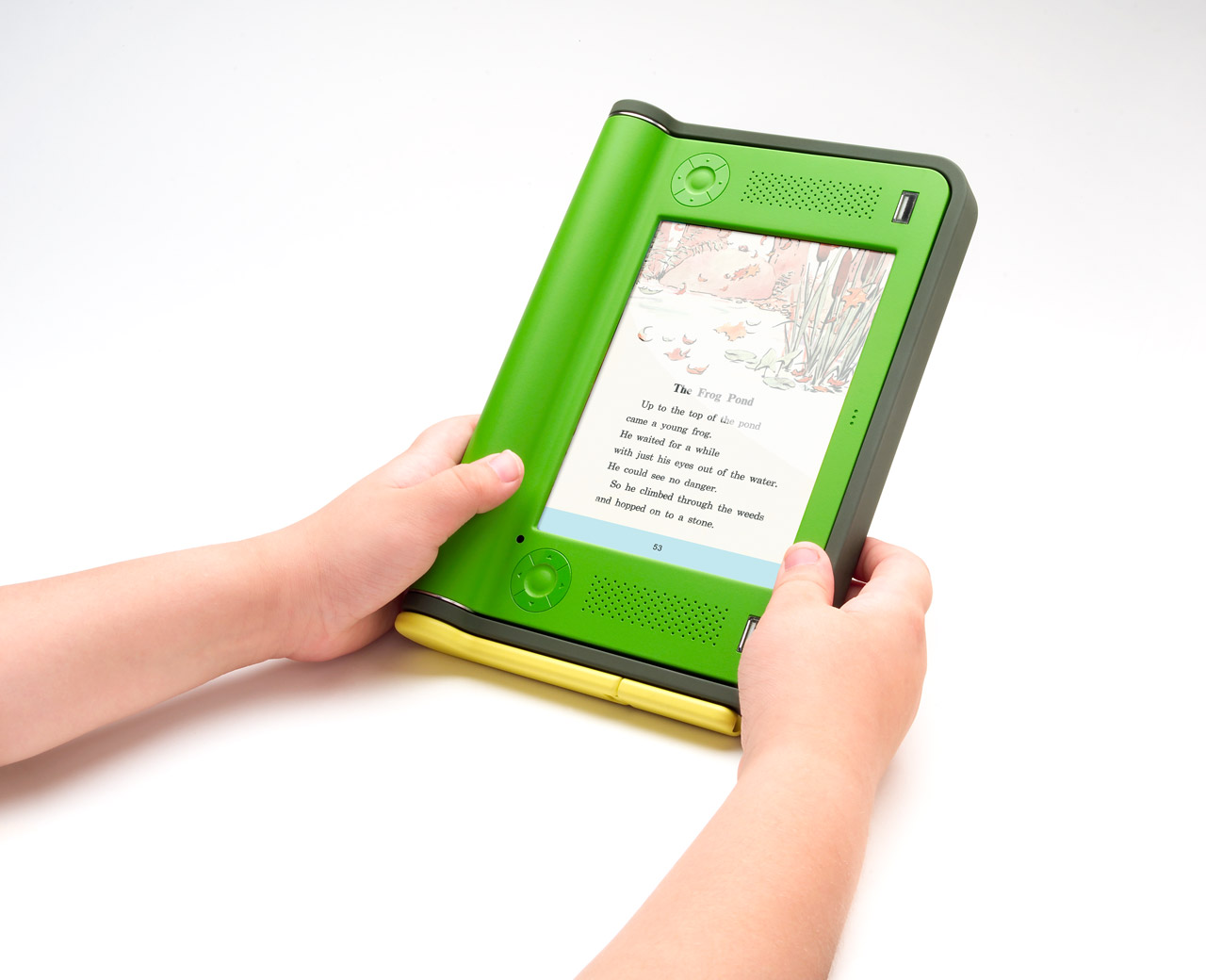
laptop i-book

L'audiollibre és un mitjà didàctic en el qual coexisteix el text i l'enregistrament del contingut llegit en veu alta. L'avanç de la tecnologia de la mà d'un bon mercadeo ha permès la seva popularització. (Whittingham, Huffman, Christensen, McAllister, 2012)
Molts estudis han validat la importància de llegir en veu alta doncs introdueix vocabulari i conceptes nous. Els audiollibres com a suport educatiu en l'ensenyament d'una segona llengua permet als estudiants llegir més enllà del seu propi nivell.
Els professors ho usen com a eina d'assistència per a estudiants que tenen problemes de fluïdesa oral i millora la compressió de textos. (Whittingham, J., Huffman S., Christensen, R., Mcallister, T., 2012)

### Eines per a la creació d'audiollibres
Els docents interessats a crear material auditiu i visual com a recursos per a l'aula poden fàcilment seguir els passos que es recomanen a la pàgina d'Acx.com (Audiobook creation exchange la qual és una pàgina filial d'amazon i utilitzar eines de programari lliure per crear el seu propi audiobook. En primer lloc tenir el llibre imprès o el llibre electrònic. Per crear l'àudio es pot emprar el programari d'enregistrament anomenat audacity (programari lliure que treballa tant en MAC amb en PC), cal computador, micròfon i crear un compte en Acx.com (Audiobook creation exchange) plataforma per mercadear productes de lectura creada per amazon. A més si vol crear una coberta es pot fer en www.fiverr.com per només $5 dòlars. És necessari preparar el manuscrit per a narració. Durant la narració cal un espai silenciós i es recomana que el text estigui en ipad, ja que evita que s'escolti el passar les fulles. Es recomana www.cuepromter.com programari gratis des del qual es pot veure tot el text. Addicionalment és necessari gravar capítols per cada enregistrament, ja que així ho exigeix el compte d'ACX. El format de l'àudio ha de ser mp3 de bit rate constant a 44,1 KHZ i 16-bit a més l'àudio ha de ser gravat en dos canals (cal so estèreo) a 192 KBPS.
Una vegada s'obtingui el material, s'ha de publicar a través de la plataforma d'amazon ACX: cuidant que es tinguin drets d'autor i una taula de crèdits d'obertura i tancament.
Tingui en compte que ara com ara solament accepta subscriptors que resideixin als Estats Units, ja que demana nombre de seguretat social i compte bancari als Estats Units.

Existeixen diverses eines per gravar i editar Àudio, algunes d'elles són:
Audacity: no converteix text a veu, grava i edita so, permet codificar formats, no permet ser compartida; s'ofereix en diversos idiomes i aquesta disponible per a sistemes operatius com Windows, Linux i MAC. És gratuïta.
Power Sound Editor : no converteix text a veu, grava i edita so, no permet codificar formats, no permet ser compartida; solament s'ofereix en anglès i solament aquesta disponible per Windows. És gratuïta.
Free Sound Recorder: no converteix text a veu, grava i edita so, permet codificar formats, no permet ser compartida; solament s'ofereix en anglès i aquesta disponible per a sistemes operatius com Windows (excepte Windows 7), Linux i MAC. És gratuïta.
Melodyne Editor: no converteix text a veu, grava i edita so, permet codificar formats, no permet ser compartida; s'ofereix en anglès i espanyol i aquesta disponible per Windows. Llicenciada per a versió de prova.
Àudio Recorder Pro: no converteix text a veu, grava so però no permet editar-ho, permet codificar formats, no permet ser compartida; s'ofereix en diversos idiomes i aquesta disponible per Windows. Llicenciada per a versió de prova.
Free Àudio Editor: no converteix text a veu, grava i edita so, permet codificar formats, no permet ser compartida; s'ofereix en diversos idiomes i aquesta disponible per a sistema operatiu. És gratuïta.
FileLab: no converteix text a veu, grava i edita so, permet codificar formats, permet ser compartida; s'ofereix solament en anglès i aquesta disponible en línia. És gratuïta.
DSpeech: converteix text a veu, no grava i eno dita so, no permet codificar formats, no permet ser compartida; s'ofereix en anglès i aquesta disponible per a sistema operatiu Windows. És gratuïta

### Aplicacions educatives de l'audiollibre
S'ha demostrat que escoltar audiollibres pot ajudar a tancar la bretxa entre la decodificación de les paraules i l'assignació de significat. Rebre informació tant visual i audible reforça el reconeixement de paraules, millora la fluïdesa, augmenta el vocabulari i recolza el desenvolupament de les habilitats de comprensió.
Els audiollibres ajuden als estudiants pel que els permet centrar-se en el significat del que estan llegint en comptes de desxifrar paraules en una pàgina. Per exemple, per un disléxico la comprensió escoltada pot ser més forta que la seva comprensió de lectura. En escoltar el text, els estudiants tenen accés al contingut que està per sobre dels seus nivells de lectura actuals fent que l'aprenentatge sigui més eficient.
Els audiollibres alleugen la frustració, impulsen la confiança i fan que la lectura sigui molt més agradable, en permetre als estudiants accedir de forma independent el text i mantenir-se al dia amb els seus companys, tant en lectura zona de lectura i el plaure contingut.
Els audiollibres ajuden als nens a aprendre a gaudir de la literatura i construir una base de coneixements diversos. Són clau per desentranyar el món màgic d'històries perquè puguin experimentar el perdre's en un bon llibre igual que els seus companys.

#### Exemple i casos d'estudi
1. Learning Ally:
Plataforma per a mòbils o computadores que ajuda als nens amb dificultats d'aprenentatge relacionades amb la lectura i també a la gent amb discapacitat visual a aconseguir el seu màxim potencial.
La plataforma treballa en conjunt amb els pares, educadors i especialistes, i ajuda a crear consciència i comprensió de la dislèxia i altres discapacitats de lectura.
Es pot fer molt per ajudar els disléxicos a aprendre a llegir amb soltesa i mitjançant audiollibres i altres ajudes, enriquir i millorar el seu aprenentatge i de pas es construeix l'autoestima i l'autoimatge.
Avantatges:
Entre els avantatges dels audiollibres i la literatura narrada per la veu d'un humà, es diu que proporciona un bon model de fluïdesa, expressió i prosòdia que supera qualsevol opció de veu sintètica disponible.
Aquests audiollibres compten amb l'opció de text a veu el que permet destacar les paraules que els estudiants llegeixen i així reforçar el desenvolupament identificació de paraules i l'habilitat de decodificación
Finalment en donar suport al creixement del coneixement i el desenvolupament del vocabulari, els estudiants poden seguir construint habilitats de comprensió importants.

2. Plot- càsting University of Leeds Arxivat 2015-09-24 a Wayback Machine.
El projecte va consistir a aconseguir que els estudiants a creessin el seu pròpia 'llibre parlant "o l'enregistrament d'audiollibres d'una novel·la victoriana. Durant el semestre 1 de l'any acadèmic 2007-2008, es va convidar als membres del mòdul 'Sensacionals novel·les de la dècada de 1860' del tercer any de l'Escola de llengües en Inglés de la Universitat de Leeds per crear un enregistrament del clàssic llibre "La dama de blanc" de Wilkie Collins.
Cada setmana i organitzats en grups de 4 estudiants (de 40 en total) gravaven els capítols designats, els quals van ser preservats com a arxius MP3 utilitzant el programari d'enregistrament digital d'Audacity lliure. Aquests enregistraments de podcast van ser posats a la disposició d'altres membres del seminari a través d'un mòdul de blog creat en la comunitat weblog Leeds Elgg. Mitjançant Feeds de RSS del Blog els estudiants notificaven automàticament cada vegada que nous podcasts van ser publicats per a l'avaluació per parells. Al final del termini, es van combinar els enregistraments individuals per formar un enregistrament complet emmagatzemat en MIDESS Repositori Digital de la Biblioteca, on estarà disponible per a la seva distribució gratuïta als membres de la universitat en la forma d'un audiollibre digital.

## Mitjans auditius i visuals amb moviment amb so: El vídeo

### Antecedents: Història del vídeo
En 1824 John Ayrton va inventar el taumatropi, artefacte que consistia en una espècie de moneda, i en cada costat tenia un dibuix. Després, en l'eix central de la moneda té un llistó que en fer-ho girar dona la sensació d'una sola imatge.
En 1929 l'estroboscopi seria inventat per l'austríac Simon von Stampfer, aquest aparell permet visualitzar un objecte que està girant com si estigués immòbil o girant molt lentament.
Aquests dos invents, juntament amb el zoótrop i el praxinoscopi, serien el preàmbul de l'aparició del cinematògraf dels germans Lumiere, presentat el 13 de febrer de 1895 a França.

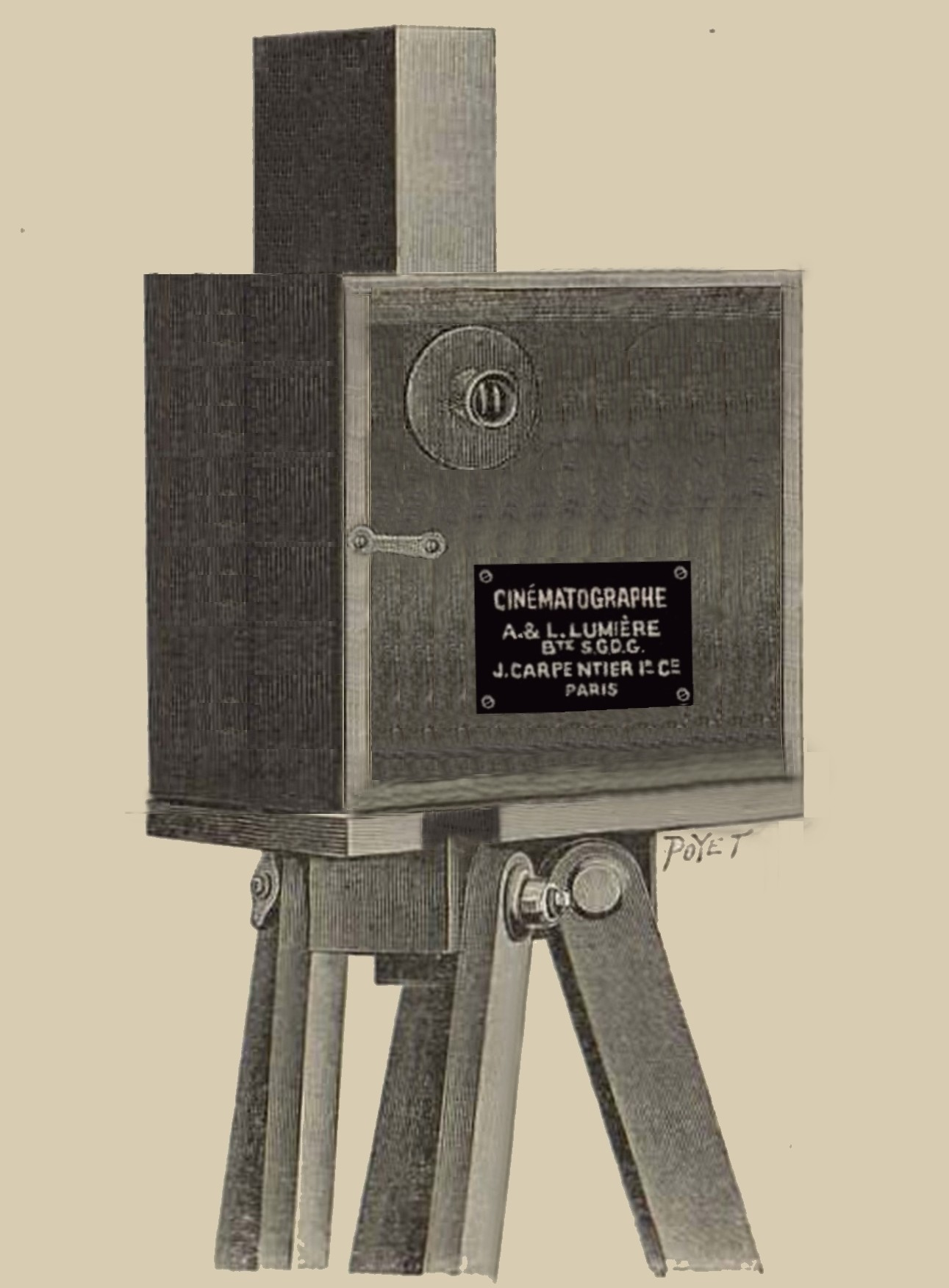
Cinematògraf

El cinematògraf presentava imatges de manera seqüencial, que donaven la il·lusió de moviment. Aquest és el principi del cinema.
L'anterior significa que no és possible gravar imatges en moviment, la qual cosa gravem realment són seqüències de fotografies instantànies, a major o menor velocitat, que vistes en ordre produeixen la sensació de moviment.
La sensació de moviment que capta l'ull humà es produeix per dos fenòmens òptics coneguts com: fenomen phi i persistència.

Fenomen Phi

El fenomen phi és precisament la sensació de continuïtat que percep l'ull, que al seu torn es dona pel fenomen de la persistència que consisteix en la retenció d'una imatge que fa la retina per algunes fraccions de segon.
Fins aquí s'explica el principi del moviment al cinema, però encara no s'ha esmentat quantes imatges són necessàries perquè el moviment sembli fluid. L'anterior implica que, si no tenim una taxa d'imatges mínimes, es produiran parpellejos. Així doncs, s'ha de buscar una freqüència mínima d'imatges perquè es produeixi moviment. Aquestes taxes poden variar en funció de l'entorn on s'hagi de veure la pel·lícula, però el més comú són els 24 fotogrames per segon molt usades per al format de cinema.
Malgrat la cadència d'imatges de 24 fotogrames per segon, el fenomen del parpelleig o flickr pot persistir en condicions de major il·luminació. La solució podria haver passat per elevar el nombre de frames per segon, però per al cinema això era massa costós. Així doncs, la solució va passar per projectar dues vegades un mateix fotograma i així va quedar resolt el tema del flickr.
El senyal de televisió neix en els inicis d'era electrònica, la qual cosa feia que els desafiaments anessin molt grans, però el principi de la duplicació de camps es va mantenir. El problema a solucionar va ser la transmissió de cada fotograma en televisions de tub catòdics que, no tenien la suficient velocitat per llegir informació.
Els enginyers de l'època van idear un sistema de fraccionament del fotograma en 525 línies, les quals es transmetien de manera seqüencial. Primer transmetien les línies imparells i després les paris, això feia que un mateix fotograma es passés dues vegades però amb menor informació. Finalment l'ull humà no percebria aquesta pèrdua d'informació en cada fotograma i s'eliminaria el flickr.
De la mateixa manera neixen els sistemes de vídeo, resolent problemes de captura d'informació. Amb base en l'experiència viscuda en els temes de televisió, es van crear els sistemes de vídeo entrellaçat i progressiu.
El primer sistema que es va llançar va ser l'entrellaçat que va usar el mateix principi de la televisió. Després, amb una electrònica més desenvolupada es va llançar el vídeo progressiu, on els dispositius ja podien llegir el fotograma complet sense necessitat de descompondre-ho.
Així doncs, els primers esdeveniments que es coneixen en vídeo va ser l'anomenat "maig francès". En 1968, Sony Corporation llança el portpack que és la primera càmera portàtil. Jean-Luc Godard grava la manifestació dels estudiants francesos en el matí, i en la nit les imatges ja es veien en la llibreria. Neix també el videoreportatge i el gènere documental. Tots dos gèneres s'han consolidat com a eines de divulgació de fets importants o investigacions.
A partir de 1970 Philips llança el sistema VCR i atorga facilitats d'utilització al ciutadà comú.
En 2009 Cànon llança la càmera réflex 5D, la qual té una alta gamma de prestacions en vídeo, la qual cosa donarà pas a una nova generació de videografs, però aquesta vegada amb característiques més professionals. El primer clip gravat de manera cinematogràfica amb una Cànon 5D, ho va fer Vincent Laforet i es diu Reverie.

### Característiques i classificacions dels estàndards del vídeo

#### Formats de vídeo
Els formats analògics més difosos al món eren el NTSC i el PAL fins a la proliferació dels actuals sistemes d'alta televisió.

Mapa formats vídeo al món

El format NTSC és l'usat als Estats Units i majoritàriament a Llatinoamèrica, el format PAL és l'estàndard europeu.
El primer format a ser estandarditzat va ser NTSC (National Television Standards Committee) als Estats Units d'Amèrica del Nord en 1940. L'estandardització es va donar amb l'objectiu de solucionar la disputa que estava tenint lloc entre diferents companyies que pretenien transmetre senyals de televisió en tot el territori, cadascuna seguint les seves pròpies normes.
Per tant, és el més vell dels estàndards. En 1953 va tenir lloc el segon comitè d'estandardització, aquesta vegada per regular el senyal de televisió en color.
Aquesta estandardització implicava fer canvis en els paràmetres del senyal, entre ells baixar la freqüència de camp de 60 Hz a 59,94 Hz, eliminat interferències originades pel color.
Deu anys després els europeus van crear el seu propi estàndard, el qual seria una creació entre Alemanya i Regne Unit. Aquest format seria el PAL (Phase Alternating Line). El format introduiria canvis en el maneig del color.
Però a més d'aquests formats, també es va crear el SECAM, el qual va ser adoptat per França i els països d'Europa de l'est. Amb aquest nou format s'evitava que els televisors poguessin captar emissions d'occident. Va ser una estratègia més restrictiva que d'integració o avanç en els formats de vídeo i televisió.
Una de les principals característiques del format PAL, va ser passar de 525 línies a 625 línies, però igualment aquestes es transmetrien en parells i imparells. Com és lògic, en haver-hi major informació per camp, això significaria una millora en la qualitat de la imatge.
Una altra característica important que diferencia els dos estàndards és la velocitat amb la qual es presenten els frames o quadres. Mentre el format NTSC té una velocitat de 29,97 quadres per segon, el format PAL té una freqüència de 25 fotogrames per segon.
Val la pena destacar que el format NTSC va passar de tenir 30 frames per segon (fps) a 29,97 a causa de la inclusió del color. En baixar la freqüència lleugerament, millora la interferència entre llum i color.

#### La Compressió de vídeo
Aquests fluxos de frames per segon signifiquen un alt volum d'informació, i per això requereixen molta capacitat d'emmagatzematge i gestió.
Una imatge de video no comprimida ocupa 1 MB aproximadament. Per obtenir un video fluid, es necessita una freqüència d'almenys 25 o 30 imatges per segon, la qual cosa genera un flux de dades de 30 MB/s aproximadament, és a dir, més d'1,5 GB per minut. Aquest tipus de fluxos d'informació és poc compatible amb l'espai d'emmagatzematge dels ordinadors personals, fins i tot amb les connexions de xarxa domèstiques o de companyies petites o mitjanes.
Per això, es va considerar que la millor forma de manejar els fluxos d'informació era mitjançant la compressió.
La compressió de la informació implica certa pèrdua d'informació però sense que l'ull humà ho percebi.
Tècnicament, l'ull és més sensible als canvis de llum que als de color, per tant la compressió implica obviar o descartar informació relativa al color, conservant majoritàriament les dades de la llum.

#### El concepte de códec
Per l'anterior, per superar la dificultat que suposa gestionar i emmagatzemar els fluxos d'informació del vídeo, es pot recórrer a algorismes que permetin reduir de forma significativa el flux de dades per mitjà de la compressió/descompressió de dades de video. A aquests algorismes se'ls denomina códecs (de codificador/descodificador).

#### M-JPEG
La primera idea que sorgeix després de la compressió d'imatges és aplicar aquest tipus de mètode a una successió d'imatges digitals (animació o video).
El principi JPEG en moviment (s'escriu MJPEG o M-JPEG, i no s'ha de confondre amb MPEG) consisteix a aplicar successivament l'algorisme de compressió JPEG a les imatges d'una seqüència de video.
Com el M-JPEG codifica cada imatge de la seqüència per separat, és possible tenir accés aleatori a qualsevol part del video. Per tant, la velocitat de flux de 8 a 10 Mbps permet el seu ús en estudis de muntatge.
Els codecs més utilitzats per a la compressió de vídeo són: MPEG-1, MPEG-2, MPEG4, i els de format contenidor AVI. Aquests són els Codecs utilitzats per reproduir-se en: Windows Mitjana de Microsoft, Real Mitjana i QuicKTime.
Existeixen molts més codecs, però aquests són els més utilitzats

### Eines per a la creació del vídeo

#### Eines de pagament per a la creació de vídeo
La creació del vídeo es pot dividir en dos aspectes. Els relatius a la captura i els relatius el processament. A l'efecte d'aquesta revisió, solament es farà esment a l'aspecte del processament.
No obstant això ha de dir-se que la captura del vídeo pot anar des d'un simple mòbil, fins a càmeres especialitzades per a cinema.
Els avanços que han tingut els mòbils en la captura de vídeo ha fet que s'organitzin festivals com el de Cinephone, el qual recull els principals treballs realitzats amb telèfons intel·ligents.
Segons cineastes com Kurt Lancaster o Philip Bloom, l'important del cinema és la història que s'explica, les tecnologies són evolutives i circumstancials al treball que es va a desenvolupar.
Les eines per al processament de vídeo han estat molt diverses i orientades a diversos segments. Fonamentalment poden classificar-se en dos tipus de tecnologies, les de pagament i les de programari lliure.
Dins del programari de pagament són tres els programes que s'han convertit en estàndard d'indústria. Aquests són: Premier de Tova, Final Cut d'Apple, el tercer de la llista és un programa que té versió lliure, encara que amb menys prestacions, es tracta de Lightworks.
Amb aquest últim s'han editat pel·lícules com Pulp Fiction de Quentin Tarantino, director de cinema de Hollywood.
Però potser el més popular és Premier d'Adobe. Actualment aquest programa es pot descarregar de la pàgina oficial de Tova amb una versió de prova de 30 dies i després s'ha d'accedir a una llicència de pagament.
Tova ha eliminat de les seves prestatgeries les llicències perpètues i ha passat a treballar en el núvol amb preus que van des d'un període d'un mes o un any, depenent de les necessitats de l'usuari.
Llocs per consultar de programari de pagament:
Final Cut
Adobi Premier
Iwks

#### Eines de programari lliure per a la creació de vídeo
L'eines de programari lliure neixen com una alternativa a les versions de pagament, amb un avantatge afegit, est pot ser millorat per una comunitat que dedica els seus esforços al millorament de versions existents amb anterioritat.
A continuació es llisten algunes d'elles:
- Windows Movie Maker
- VirtualDub
- Wax
- Avidemux
- FFMpeg
- Blender
- ZS4 VideoEditor
- Cinefx/Jahshaka
- Zwei Stein
- Movika
- Sourceforge
- Openshot
- Pitivi
- Cinelerra

Cadascuna d'aquestes aplicacions té eines i prestacions que fa variar la seva funcionalitat, amb la qual cosa, és necessari conèixer les necessitats d'un projecte per poder seleccionar una aplicació especialment.
Per ampliar la informació i funcionalitat de cada aplicació, es pot anar al següent enllaç Arxivat 2015-07-29 a Wayback Machine. per conèixer una descripció general.

### Aplicacions educatives del vídeo

#### Teoria de les Situacions Didàctiques
Guy Brousseau (1982), des d'una concepció constructivista, explica que l'alumne aprèn en l'entorn i malgrat l'entorn. En paraules de Brousseau:
- "L'alumne aprèn adaptant-se a un mitjà que és factor de contradiccions, de dificultats, de desequilibris, una mica com ho fa la societat humana. Aquest saber, fruit de l'adaptació de l'alumne, es manifesta per respostes noves que són la prova de l'aprenentatge."

Aquesta Teoria de les Situacions Didàctiques Arxivat 2016-03-03 a Wayback Machine. atorga un rol fonamental a la "situació", ja que en si mateixa és una construcció del coneixement a través d'interacció. El desenvolupament de la situació pot significar coneixements previs o no, i en tot cas el primordial és, la interacció que fa l'individu per resoldre-la.
La Situació Didàctica és una situació construïda intencionalment amb la finalitat de fer adquirir als alumnes un saber determinat. Brousseau, en 1982, la definia d'aquesta manera (citat per Galvez3,1994): 
- "Un conjunt de relacions establertes explícita i/o explícitament entre un alumne o un grup d'alumnes, un cert mitjà (que comprèn eventualment instruments o objectes) i un sistema educatiu (representat pel professor) amb la finalitat d'aconseguir que aquests alumnes s'apropiïn d'un saber constituït o en vies de constitució."

Aquesta teoria descriu tres tipus de situacions: les situacions d'acció, de formulació i de validació.
1. Situacions d'Acció: l'alumne ha d'actuar sobre un mitjà (material, o simbòlic); la situació requereix solament la posada en acte de coneixements implícits.
2. Situacions de Formulació: un alumne (o grup d'alumnes) emissor ha de formular explícitament un missatge destinat a un altre alumne (o grup d'alumnes) receptor que ha de comprendre el missatge i actuar (sobre un mitjà, material o simbòlic) sobre la base del coneixement contingut en el missatge.
3. Situacions de Validació: dos alumnes (o grups d'alumnes) han d'enunciar assercions i posar-se d'acord sobre la veritat o falsedat d'aquestes. Les afirmacions proposades per cada grup són sotmeses a la consideració de l'altre grup, que ha de tenir la capacitat de "sancionar-les", és a dir ser capaç d'acceptar-les, rebutjar-les, demanar proves, o posar altres assercions.
A partir d'aquesta teoria, Arlegui Javier (2009), proposa la construcció de situacions, problemes, variables, i analítiques sobre les quals els alumnes puguin construir un coneixement significatiu. Els elements per a aquesta construcció seran, els alumnes, el professor i els continguts.
Respecte dels continguts, el vídeo entra en joc com un element narratiu de diverses situacions, que farà que els alumnes desenvolupin o apliquin les seves habilitats per resoldre els diversos plantejaments proposats.

### Exemple: cas d'estudi

#### Cas d'Estudi: Eines per a avaluació de vídeo en situacions d'aprenentatge
Per construir un exemple sobre l'aplicació del vídeo en situacions d'aprenentatge, és necessari avaluar detingudament si el contingut que es va treballar compleix amb unes condicions mínimes per al seu posterior desenvolupament.
Per a això s'annexarà un enllaç sobre la via làctica per a la seva anàlisi.
La Via Làctica
L'anàlisi a realitzar ha de descriure elements tals com:
- Objectius de l'aprenentatge
- Públic al com va destinat
- Continguts a desenvolupar
- Tipologia del vídeo
- Descripció del vídeo i valors que potencia
- Aspectes tècnics, estètics i expressius
- Aspectes pedagògics
- Altres observacions

Per organitzar millor aquest flux d'informació, Pere Marquès proposa el següent instrument Arxivat 2016-06-03 a Wayback Machine..
L'exercici consisteix a emplenar la fitxa de treball adjuntada i analitzar cada component del vídeo en els elements que proposa Pere Marquès.